# Berigtigelse
En berigtigelse er en mundtlig eller skriftlig rettelse til en tidligere fremsat udtalelse, der tilsigtet eller utilsigtet har givet en misvisende fremstilling af et givet forhold.  
Juridisk  (engelsk: "rectification" ) forstås ved berigtigelse databehandlerens pligt til at rette urigtige oplysninger i en sag.  Enhver har i henhold til artikel 6 i Databeskyttelsesforordningen ( GDPR) artikel 16, jf artikel 5 1 d ret til at gøre indsigelse mod, hvad vedkommende anser for urigtige informationer om sig selv. Datatilsynet har i sin Vejledning om De Registreredes Rettigheders Arkiveret 25. august 2021 hos  Wayback Machine kapitel 5 beskrevet proceduren. Der gælder særlige regler for borgerens ret til at få berigtiget urigtige informationer. Berigtigelsen skal altid ske på en sådan måde, at rettelsen foretages alle steder, hvor den forekommer. Er den fejlagtige oplysning tilsendt andre, skal modtagerne orienteres. I offentlig forvaltning må den fejlagtige oplysning ikke slettes, men der skal laves en ny version med den korrekte oplysning og henvisning til den tidligere version. Ved uenighed mellem borger og forvaltning skal forvaltningen indføre en bemærkning i dokumentet om, at oplysningen bestrides af borgeren og oplysning om, hvori uenigheden består.  

## Berigtigelsesskik
En berigtigelse kan komme på tale:
1. hvis der er fremsat/givet en oplysning, hvis indhold ikke er korrekt,
2. hvis en oplysning er fremsat på en måde, der kan misforstås eller er blevet misforstået.
3. Juridisk er det typisk borgeren, der fremsætter begæring om, at fejlagtige oplysninger om vedkommende berigtiges af forvaltningen

Berigtigelser fremsættes som hovedregel af den eller de, der gav anledning til misinformationen.
Berigtigelser anvendes ikke mindst i den trykte eller æterbårne journalistik, som regel efter pålæg fra Pressenævnet, ved påpegelse fra anden side eller ud fra en selverkendelse af begåede fejl: "Sig dog til Redaktionen, at den retter den Buk. – De skulde sende en skriftlig Berigtigelse, Hr. Doktor".

## Vejledende regler for god presseskik
I "Vejledende regler for god presseskik" p. A 7 hedder det: "Berigtigelse af urigtige meddelelser skal finde sted på redaktionens eget initiativ, hvis og så snart kendskab til fejl af betydning i de bragte meddelelser indgår. Berigtigelsen skal foretages i en sådan form, at læserne, lytterne eller seerne får klar mulighed for at blive opmærksom på berigtigelsen".

## Vejledning til borgeren om Berigtigelse overfor en offentlig myndighed
Borgeren har begrænsede muligheder for at forhindre urigtige afgørelser i at finde sted, før de gennemføres. Sammen med partshøring og adgang til kontradiktion  (retten til at modsige en vurdering i sin egen sag, jf forvaltningslovens § 21) udgør retten til berigtigelse de eneste  bestemmelser, der kan bidrage til at forhindre fejlagtige juridiske afgørelser, før de udføres ("fuldbyrdes"). 

## I humorens form
Lokalavisen bragte dagen efter omtalen af rådhusets nye marmorgulv en berigtigelse: "Vi skrev i går, at det nye gulv i rådhuset var lavet af farmor. Det skulle naturligvis være mormor".

## Anden brug af udtrykket
Berigtigelse anvendes ligeledes (men sjældnere) i betydningen "at udføre en aftale i overensstemmelse med det aftalte". 